# Kawasaki Català Aclam Racing Team
Kawasaki Català Aclam Racing Team (anteriorment conegut com Suzuki Català) és un equip de motociclisme de Molins de Rei (Baix Llobregat) que habitualment participa en les 24 hores Motociclistes de Catalunya. L'equip, lligat a Motos Català, està format en la seva major part per personal amateur provinent del Grup Motor Molins de Molins de Rei.
Habitualment participen en les 24 hores Motociclistes de Catalunya amb dues motos i han aconseguit la victòria en 9 ocasions els anys 2003, 2005, 2006, 2008, 2009, 2012, 2018, 2021 i 2022. El 2010 va quedar-hi segon.
Durant molts anys, l'equip va utilitzar motocicletes Suzuki, conegudes com a Suzuki Catalá, però el 2018 va canviar a motocicletes Kawasaki, canviant el seu nom a Kawasaki Català Aclam Racing Team.
Durant les dues últimes dècades, ha mantingut una llarga rivalitat amb Folch Endurance.

## Trajectòria a les 24 hores Motociclistes
- 1996: 7è
- 1997: 12è
- 1998: 10è
- 1999: 3r i abandonament
- 2000: abandonament i abandonament
- 2001: abandonament i 5è
- 2002: 2n i 4t
- 2003: 1r i 3r
- 2004: 2n i 3r
- 2005: 1r i 6è
- 2006: 1r i abandonament
- 2007: 4t
- 2008: 1r i abandonament
- 2009: 1r
- 2010: 2n
- 2011: 3r
- 2012: 1r
- 2013: abandonament
- 2014: no va participar[7]
- 2015: abandonament
- 2016: 2n
- 2017: abandonament
- 2018: 1r
- 2019: abandonament
- 2021: 1r
- 2022: 1r
- 2023: 2n
- 2024: abandonament
- 2025: 2n